# Герб Череповца
Герб Череповца — один из официальных символов города Череповца, наравне с флагом. Впервые утверждён 29 марта 1811 года Александром I; восстановлен (с внешними обрамлениями щита) 9 февраля 1991 года; переутверждён в исторической версии (без внешних обрамлений) 28 октября 2002 года. Гербу отказано в государственной регистрации до внесения изменений.

## Описание и обоснование символики
Официальное описание герба:
Герб города представляет собой прямоугольный с закруглёнными нижними углами заострённый в оконечности геральдический щит.
В верхнем серебряном поле изображен стул, обшитый малиновым бархатом, на котором расположены крестообразно державный жезл и длинный крест. Над стулом — тройной подсвечник с горящими свечами. По сторонам стула — два чёрных медведя, стоящих на задних лапах. Внизу видны рыбы, плавающие в воде.
В нижнем правом красном поле расположена каменная гора. В нижнем левом голубом поле изображены солнечные лучи и руль.
Весь щит окаймлён чёрной полосой.
Медведи символизируют тотем древнейшего этнического состава местного населения. Стул, державный жезл — символы власти. Крест — символ веры. Свеча — символ света, ясности, истины. Рыбы — знак рыболовства. Гора — символ возвышенного места. Солнце — источник жизни. Руль — символ Мариинской системы.
Цвета символизируют:
- золотой — верховенство, богатство, величие;
- красный — силу, мужество, храбрость;
- серебряный — чистоту, мудрость, радость;
- голубой — скромность, покой;
- чёрный — постоянство, самодостаточность[1].

## История

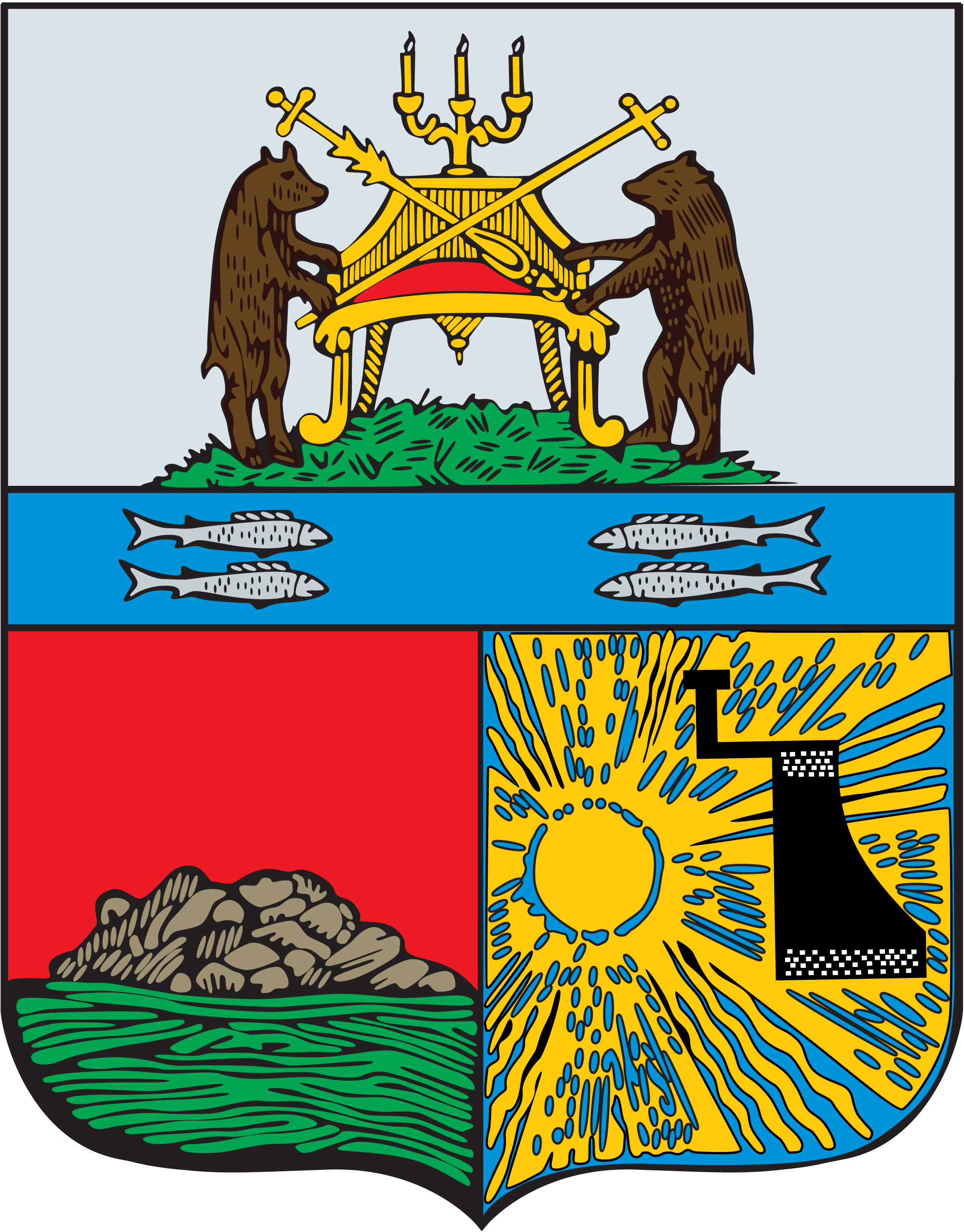
Герб 1811 года

Герб городу Высочайше пожалован 29 марта 1811 года Императором Александром I: «В верхней, серебряной, половине щита — герб Новгородский; в нижней половине, в правом красном поле, видна каменная гора, а в левом, голубом поле, изображены солнечные лучи и руль».
Символики нижней половины герба в указе не раскрывается, однако исследователи установили, что прототипами для герба Череповца послужили гербы других городов Новгородской губернии. Источником создания левой части выступил герб Боровичей («окованный жезлом руль означает, что искусство тутошних кормщиков причиняет безопасность пловущам судам в опасных сих местах» и «золотое солнце показует милость к сему селению Его Императорского Величества»), а правой — герб Валдая («гора зелёная, показующая гористое местоположение окружающих мест») или герб Устюжны («накладенные кучею железные крицы, которыми сего города обыватели торгуют и достают оное железо из гнездовой руды, которою окрестности сего города изобильна»).

В архиве его Величества императорской канцелярии сохранился документ — донесение Новгородского, Тверского и Ярославского губернатора Принца Георгия Голштейн-Ольденбургского:

14 декабря 1810 года. Новгородской губернии город Череповец, с самого начала существования своего доселе, не имеет никакого герба. Новгородский гражданский губернатор (речь о князе Васильчикове Алексее Васильевиче) представил мне в двух рисунках, одном простом, а другом иллюминированном красками, проект герба, по мнению его, сему городу наиболее соответствующего, основывая идею того герба на общем гербе Новгородской губернии и гербах городов и уездов Устюжского и Боровичского; поелику местные преимущества Череповца и его уезда состоят в изобилии железною рудой, наравне с городом Устюжною и в прикосновенности к реке Шексне, по которой возрастающее судоходство подаёт сему городу надежды, если не превосходнейшие, то по крайне мере на равные с городом Боровичами выгоды. Приемля в уважение, что недостаток у города Череповца герба не соответствует общему порядку, и тамошние присутственные места, не имея казённых печатей, употребляют партикулярные, я долгом поставлю представить о сём Вашему Императорскому Величеству и осмеливаясь испрашивать Высочайшего Вашего Величества соизволения на дарование уездному городу Череповцу герба.

Ранее была распространена версия, что правая нижняя часть заимствована с герба Валдая («гора зелёная, показующая гористое местоположение окружающих мест»), выдвинутая О. Н. Наумовым. Он же первым предложил версию о заимствовании солнца и руля с герба Боровичей

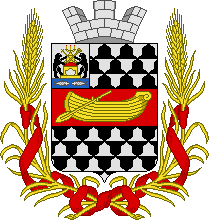
Проект герба 1864 года

3 октября 1864 года был принят проект герба города, разработанный в ходе геральдической реформы Бориса Кёне: на щите, разделённом железными шляпочками, серебряными и чёрными, червлёный пояс, обременённый золотой с рулем и веслом лодкой. В вольной части герб Новгородской губернии, щит окружён золотыми колосьями, соединёнными Александровской лентой. Герб официально утверждён не был.
После 1917 года герб перестал использоваться, однако в 1970-х годах появляются попытки его возрождения, возникают проекты герба, использовавшиеся на значках, сувенирах и т.д. Как правило, подобные гербы представляли собой щит, на котором были изображены якорь и металлургический ковш. Эти проекты не были утверждены официально.
9 февраля 1991 года Череповецкий городской Совет народных депутатов принял решение о восстановлении герба города Череповца, утверждённого 29 марта 1811 года Сенатом Российской Империи. Комиссии по восстановлению представили единственно сохранившееся в фондах городского музейного объединения изображение герба. Украшения герба соответствовала гербу губернского города, хотя Череповец таким не являлся, если не считать короткий период в советское время. Описание герба: «Герб города выполнен в виде щита в обрамлении из дубовых листьев, перевитом Александровской лентой синего цвета. В верхней, серебряной половине щита изображён исторический герб Новгородский — стул, обитый малиновым бархатом, на котором расположены крестообразно державный жезл и длинный крест. Над стулом расположен тройной подсвечник с горящими свечами. По сторонам стула — два чёрных медведя, стоящие на задних лапах. В средней части расположены четыре рыбы, плавающие в воде. В нижней половине в левом красном поле видна каменная гора, а в правом голубом поле изображены солнечные лучи и руль. Щит увенчан серебряной башенной короной с тремя зубцами и крестом».
Данный герб не соответствовал некоторым положениям, установленным Геральдическим советом при Президенте Российской Федерации, о чём администрации города сообщил письмом государственный герольдмейстер Г. Вилинбахов. В частности, было рекомендовано убрать дубовый венок, корону, ленту, а также новгородскую верхнюю часть из щита. На протяжении последующего времени были разработаны несколько проектов герба города, однако не один из них не был принят официально. В начале 2000 годов в городе работала рабочая группа по разработке Положения о гербе, одобрившая часть предложений Геральдического Совета: убраны дубовые ветви, перевитые синей лентой, и императорская корона, появились незначительные поправки в изображении элементов. Однако герб Новгорода в верхней части по прежнему остался.
В результате этой работы был создан проект герба, который был утверждён Постановлением Череповецкой городской Думы от 28 октября 2002 г. №128. Им вновь стал герб 1811 года. Постановлением Череповецкой городской Думы Вологодской области от 24 декабря 2002 г. №178 в Положение о гербе Череповца внесены изменения. В частности, статья 1 изложена в редакции: «Герб города Череповца разработан на основе исторического герба города XIX века», а из статьи 2 удалено упоминание об историческом гербе Новгородском.
Из-за несоответствий методическим рекомендациям Геральдического совета при Президенте Российской Федерации гербу Череповца отказано в государственной регистрации до внесения соответствующих изменений (из герба должна быть исключена верхняя новгородская часть).